# Constantin Petrea
Constantin Petrea (n. 11 decembrie 1955, com. Bogdănești, județul Vaslui) este un politician român, fost membru al Parlamentului României (deputat). În legislatura 2004-2008, Constantin Petrea a fost ales pe listele PD, care a devenit ulterior PD-L. Conform biografiei sale oficiale, Constantin Petrea a fost membru PCR în perioada 1983-1989, fără funcții politice. În cadrul activității sale parlamentare, Constantin Petrea a fost membru în grupurile parlamentare de prietenie cu Republica Portugheză și cu Republica Africa de Sud. 